# Crudia splendens
Crudia splendens är en ärtväxtart som beskrevs av De Wit. Crudia splendens ingår i släktet Crudia, och familjen ärtväxter. IUCN kategoriserar arten globalt som sårbar. Inga underarter finns listade i Catalogue of Life.